# Clematis florida
Espèce
Classification phylogénétique
La Clématite florida ou atragène indica (Clematis florida) est une espèce de plante ligneuse grimpante de la famille des Renonculacées, originaire du Japon.

## Description
Cette clématite est une plante grimpante atteignant 3 à 4 mètres, à branches grêles, striées, purpurines quand elles sont jeunes; les feuilles sont généralement bipinnatiséquées, c'est-à-dire composées de neuf folioles ovales, subcordiformes à la base, longuement atténuées au sommet, vert clair et parsemées sur les deux faces de poils mous couchés; les feuilles des rameaux florifères sont simples, parfois trilobées; les pétioles sont très longs, plus ou moins contournés et les derniers pétioles sont très courts. Les fleurs solitaires apparaissent sur le bois de l'année précédente, elle disposent de longs pédoncules munis de deux bractées foliacées et composées de 5 à 6 pétales étalés, obovales, se recouvrant à la base, longuement mucronés au sommet, longs de 4 à 5 centimètres, finement poilus sur la face externe. La couleur de la fleur est blanche, mais certains botanistes pensent que l’espèce type était violette. Les étamines sont étalées, à filets blanc et aux anthères brunâtres. La floraison est estivale et assez prolongée, mais pas très remontante. Les akènes sont très nombreux, petits, elliptiques, plats, à styles courts, dressés, graduellement rétrécis et garnis de petits poils soyeux.

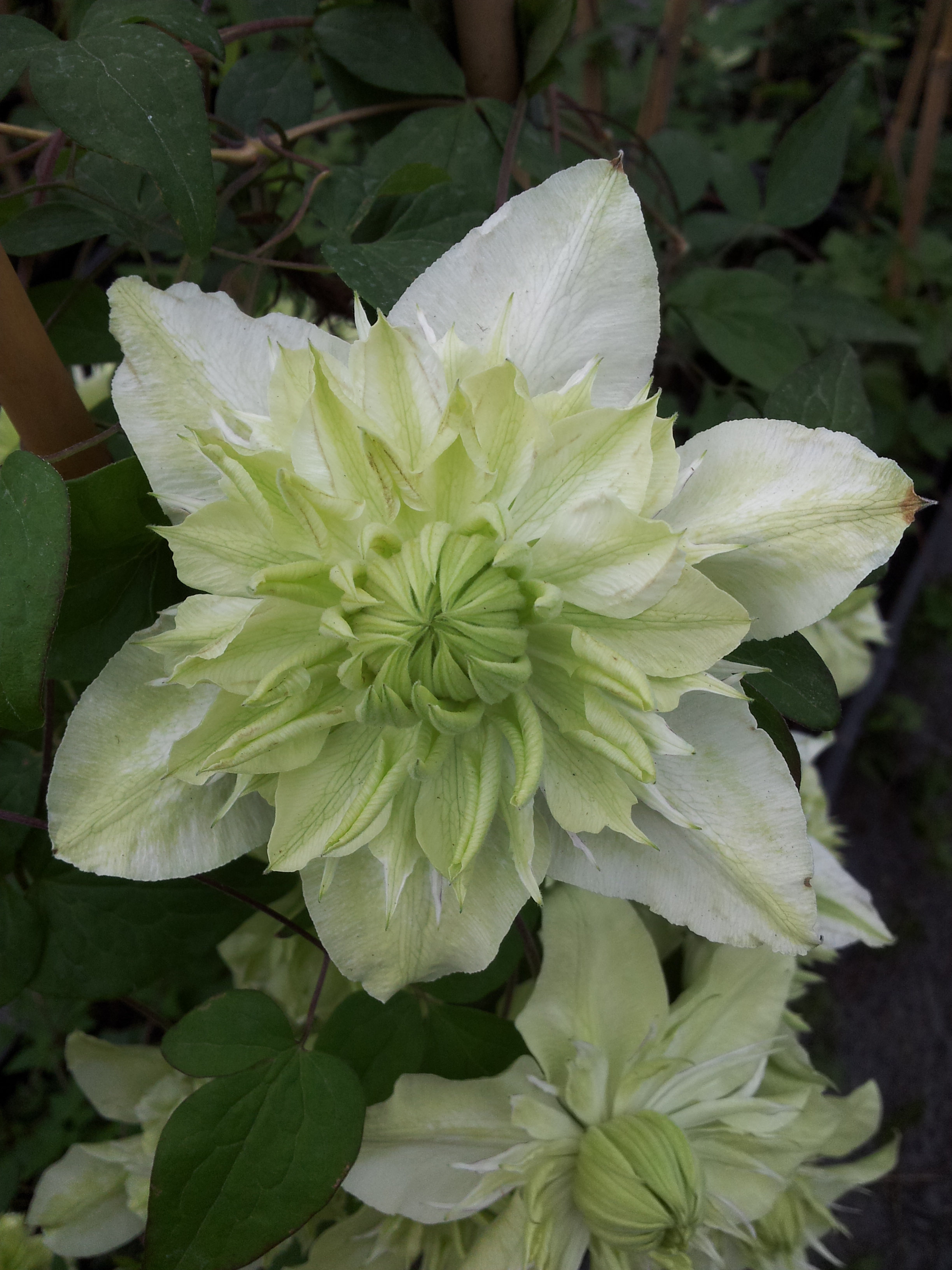
Clematis florida 'alba plena'.
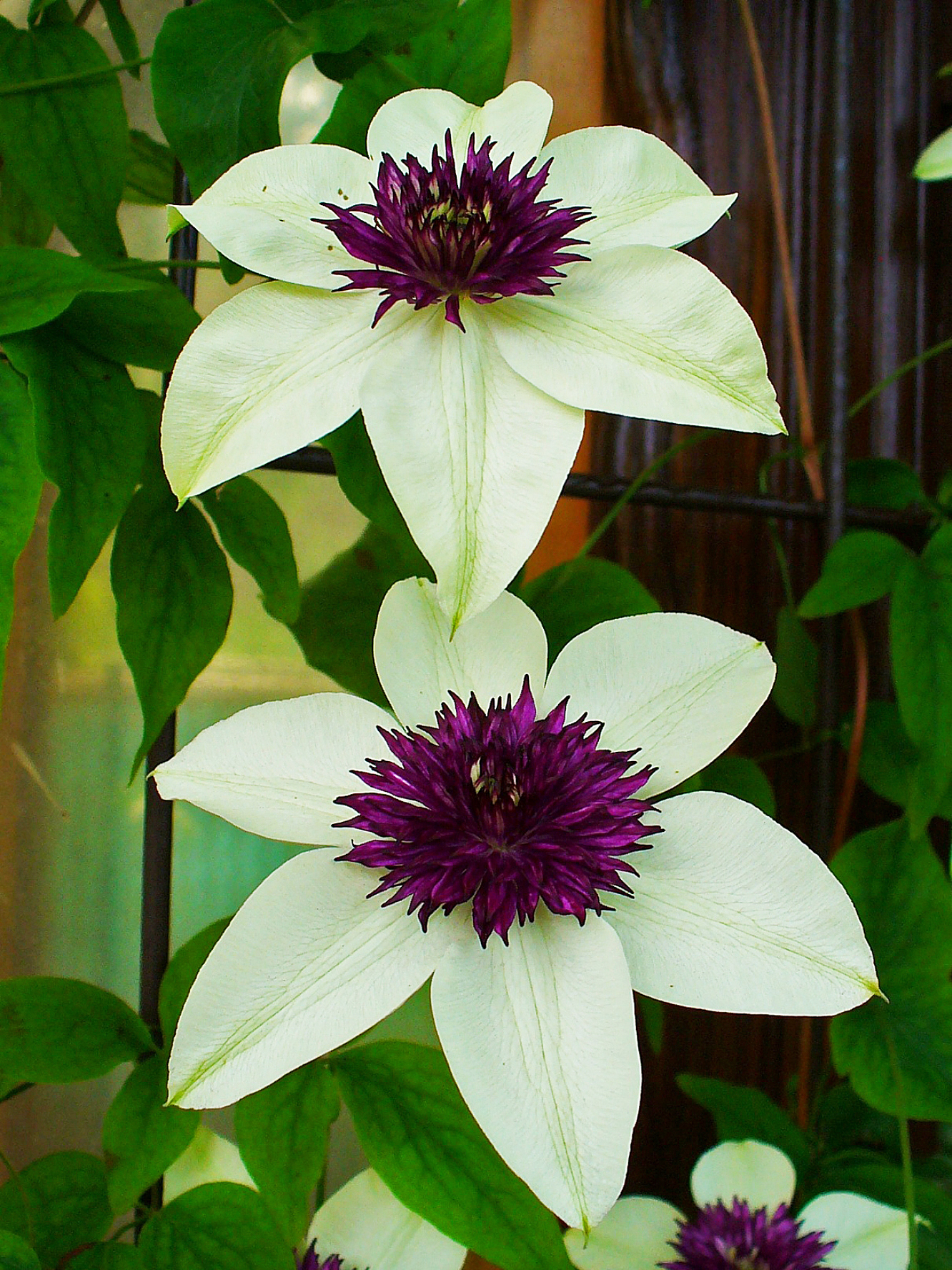
Clematis florida 'bicolor'.
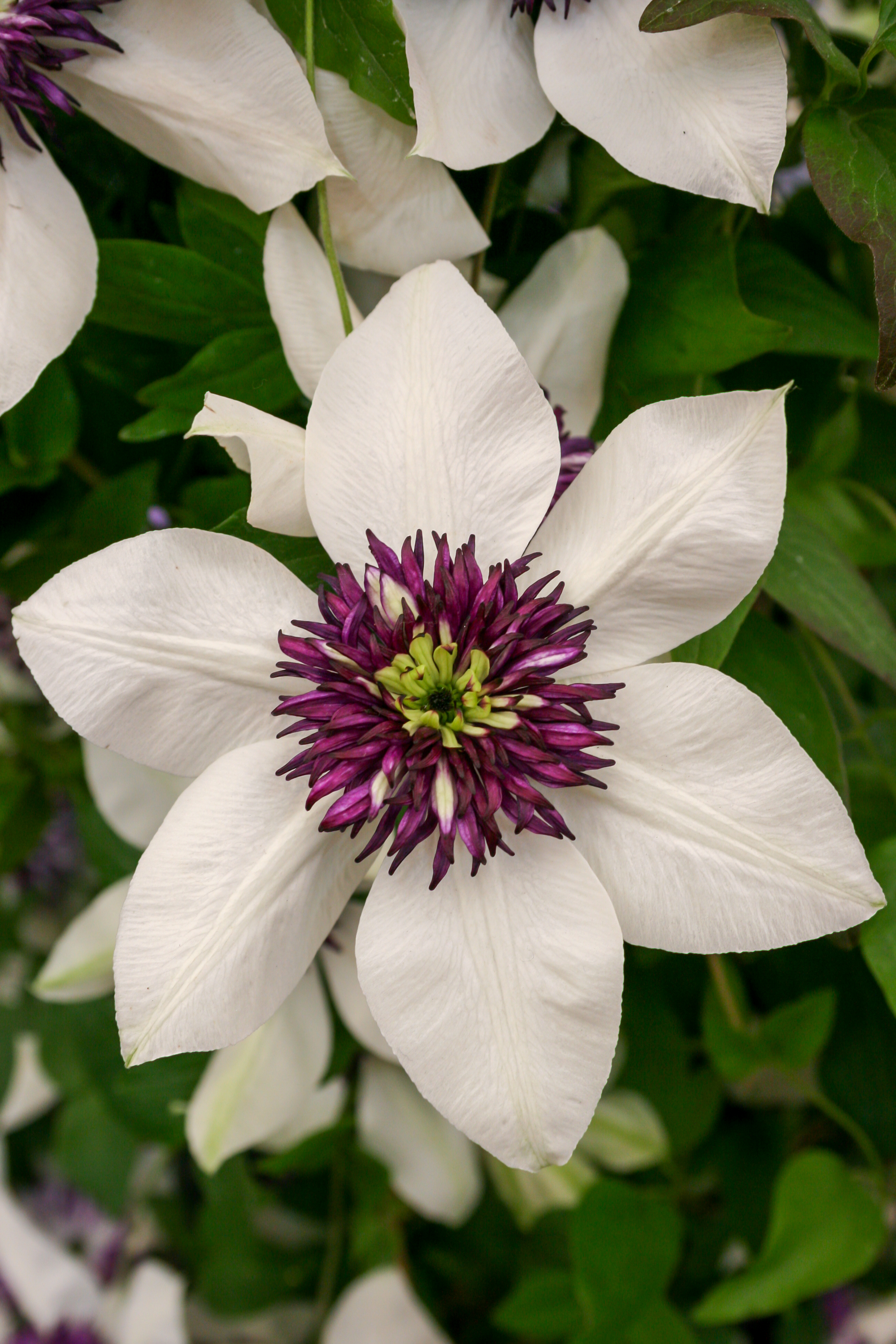
Clematis florida 'bicolor'.
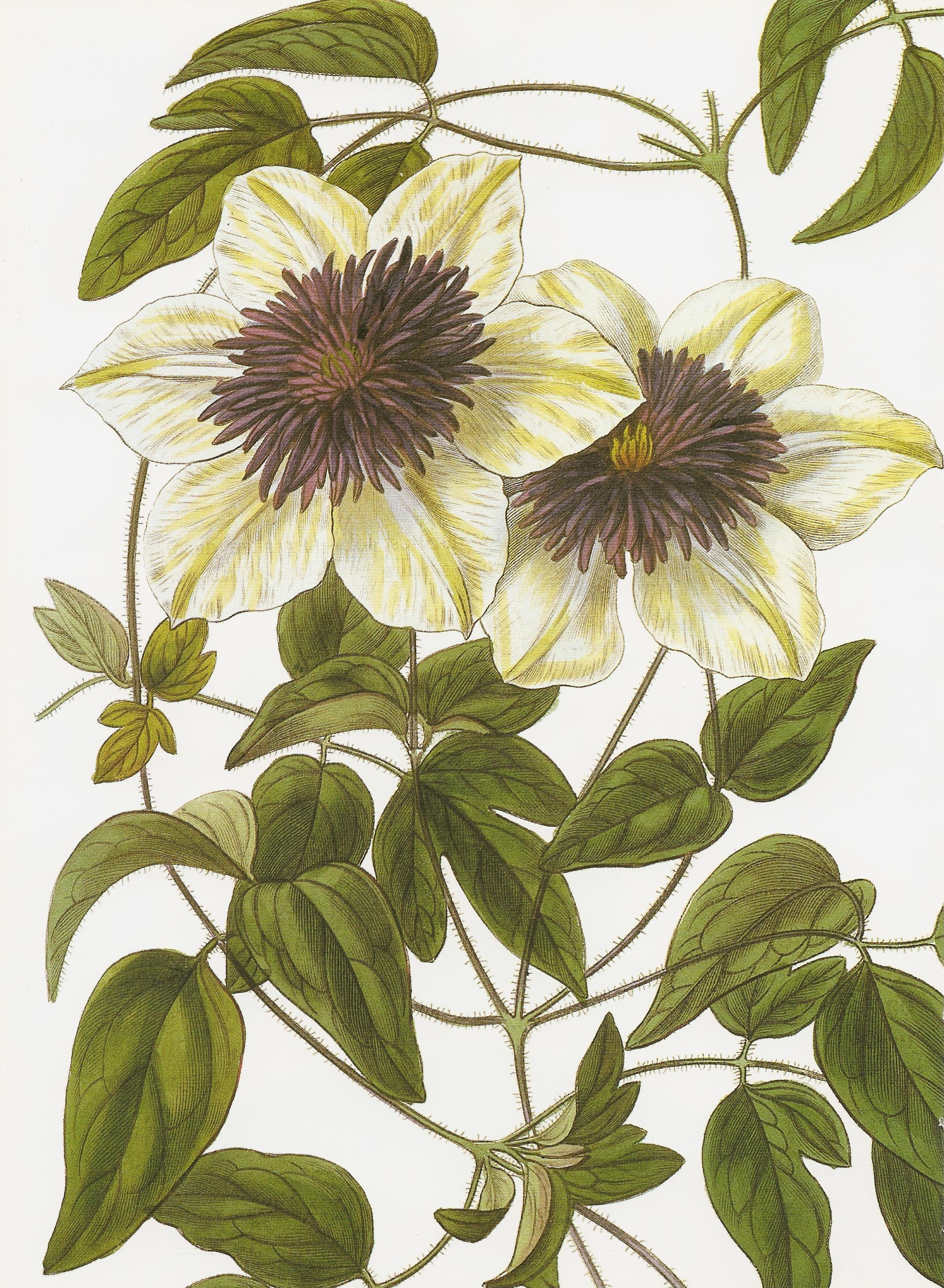
Illustration de clematis florida 'bicolor'.

Cette variété de clématite fut la première des variétés à grandes fleurs à être introduite en Europe en 1776, sous une forme déjà améliorée par la culture.

## Hybrides et cultivars
En 1836, d'autres variétés venues du Japon, comme Clematis florida 'Venosa' et Clematis insignis furent répertoriées comme des hybrides de clematis florida.
La Clematis florida 'bicolor' introduite en Europe vers 1836, n'est qu'une variété semi-double, dont les sépales internes sont purpurins et petits, tandis que les externes sont blancs, beaucoup plus grands et forment une élégante collerette. Il en existe du reste quelques autres variétés doubles par transformation des étamines en organes pétaloïdes. D'après le Docteur Le Bèle, il n'existerait qu'une seule florida double, la Clematis florida 'alba plena', qui encore aujourd'hui n'est pas considérée comme une fleur prolifère. Pour le docteur le Bèle, les floridèes étant seulement pollinifères, les hybrides sont pour lui si rares qu'ils se réduisent à un seul, obtenu d'un semis de Clematis viticella, répandu dans les jardins sous le nom de Clematis viticella 'Venosa', mais qui est néanmoins une véritable florida.
Le feuillage des clématites florida tombe assez tardivement dans l'hiver et leurs rusticité est moindre en comparaison aux clématites à grandes fleurs.
La floraison principale a lieu en mai et juin et certaines variétés remontent à l'automne.
Quelques hybrides sont apparus depuis plusieurs années :
- Clematis florida 'alba plena'
- Clematis florida 'bicolor'
- Clematis florida 'evipo020' (cassis)
- Clematis florida 'evirida' (Pistachio)
- Clematis florida 'fond memories' (Success)

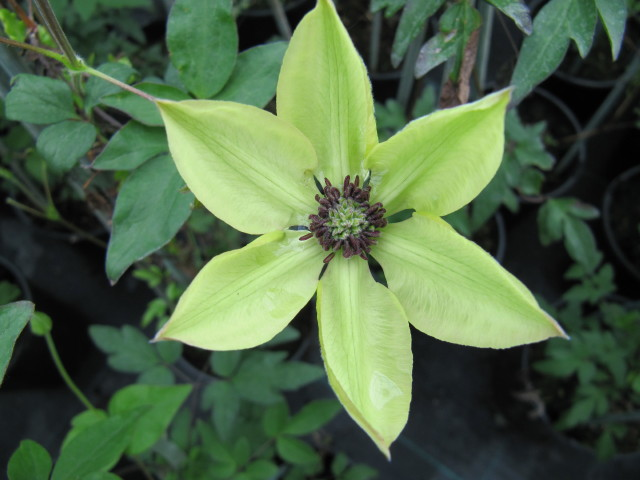
Clematis florida Pistachio 'Evirida'.
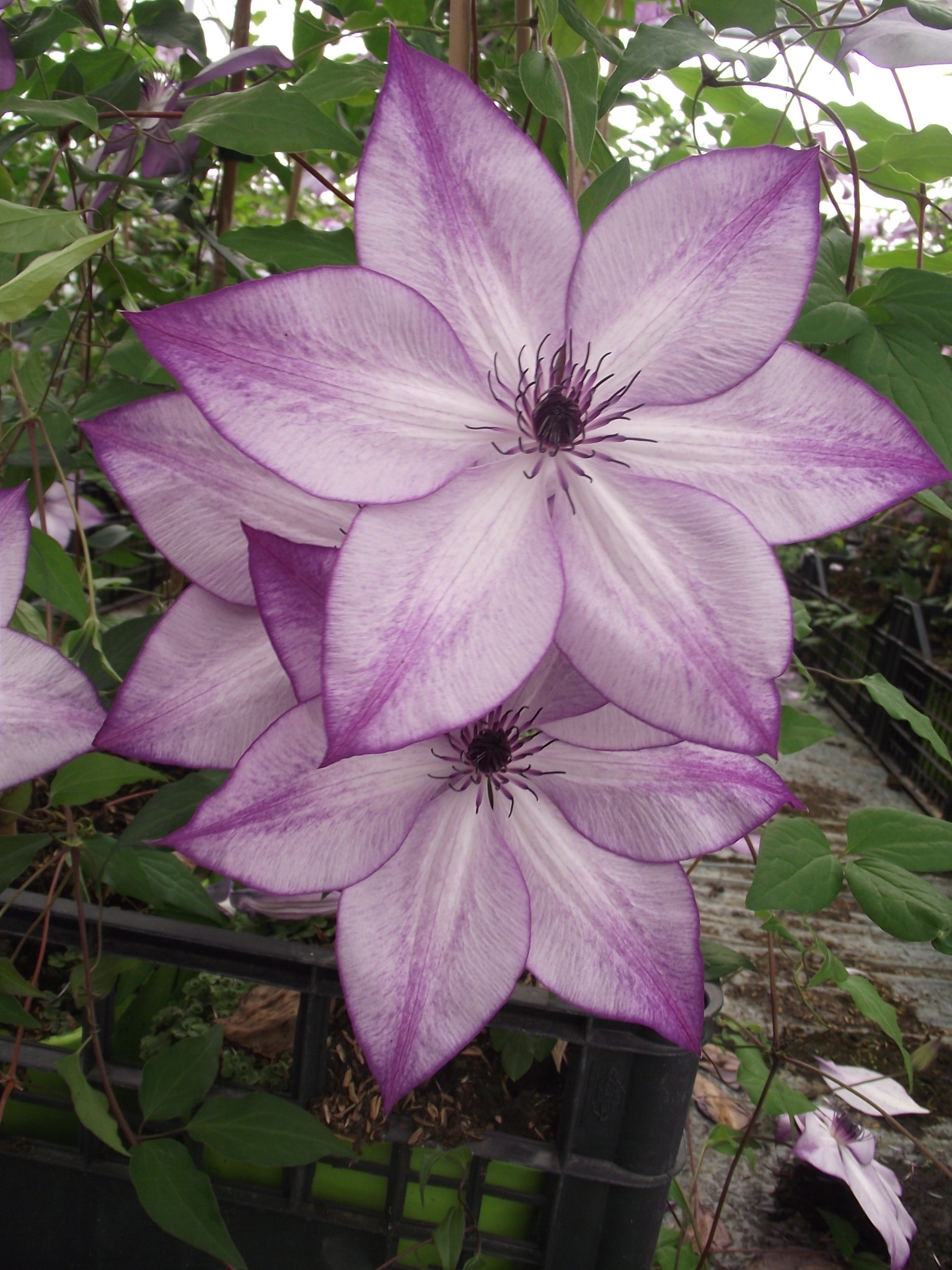
Clematis florida success 'fond memories'.